# Eviulisoma kwabuniense
Eviulisoma kwabuniense är en mångfotingart som beskrevs av Kraus 1958. Eviulisoma kwabuniense ingår i släktet Eviulisoma och familjen orangeridubbelfotingar. Inga underarter finns listade i Catalogue of Life.